# Rote Woche
Als „Rote Woche“ wurde in der Studentensprache eine allgemeine Einführungswoche mit sozialistischem Politunterricht zu Beginn eines jeden Studienjahres an DDR-Hochschulen bezeichnet.
Während dieser Zeit fanden keine fachbezogenen Vorlesungen statt, sondern es erfolgten für alle Studenten, unabhängig von der Studienrichtung, meist ausschließlich Vorlesungen und Seminare zur aktuellen politischen Situation, zu Themen des Marxismus-Leninismus und aktuellen politischen Themen. „Rot“ war als Farbe der „Arbeiterfahne“ in der DDR ein Sinnbild für die einseitig auf die SED-Politik ausgerichtete Indoktrination (siehe auch Rote Socken).
Die Rote Woche wurde ab 1961 in der DDR eingeführt, als sich das politische Klima nach dem Bau der Mauer am 13. August 1961 veränderte. Auch an anderen Bildungseinrichtungen wurde diese politische Aktionswoche durchgeführt.